# Staatliche Universität Samarkand
Die Staatliche Universität Samarkand, benannt nach Scharaf Raschidow (usbekisch Sharof Rashidov nomidagi Samarqand davlat universiteti; englisch Samarkand State University, named after Sharof Rashidov) ist eine staatliche usbekische Universität in Samarkand.

## Geschichte

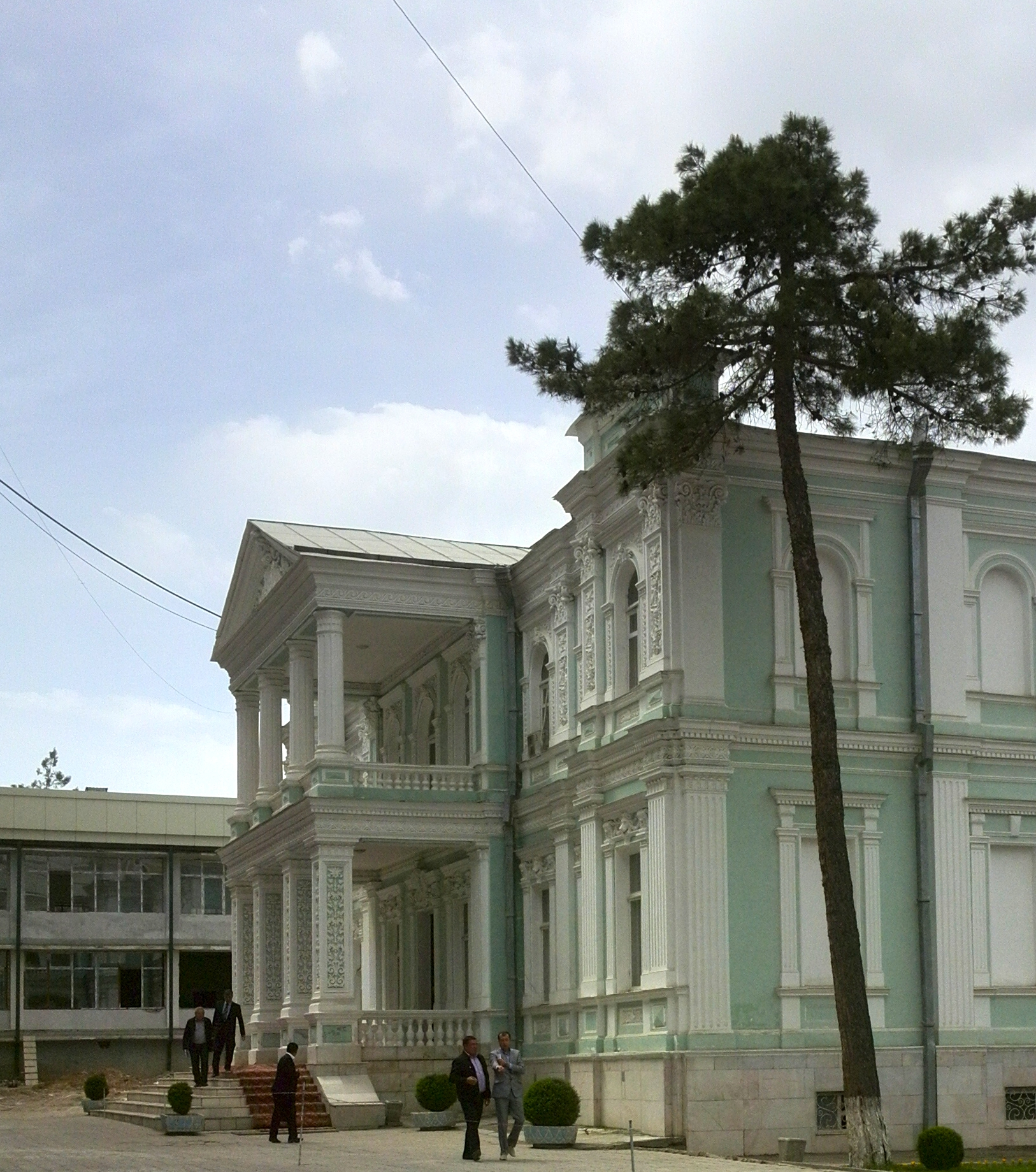
Haupteingang der Staatlichen Universität Samarkand

Die Wurzeln dieser Bildungseinrichtung reichen bis ins 15. Jahrhundert zurück, als Mirza Ulugh Beg am 21. September 1420 eine islamische Bildungsstätte, die Medresse von Samarkand, gründete. Neben dem Kanon des Islam wurden die Studenten auch in Mathematik (Algebra und Geometrie) und islamischem Recht (Fiqh) unterrichtet. Aus diesem Grund feierte die Universität im Jahr 2020 ihr 600-jähriges Bestehen.
Zu Zeiten der Autonomen Sozialistischen Sowjetrepublik Turkestan begann man 1920 mit dem vorhandenen Lehrpersonal der Medresse pädagogische Kurzschulungen durchzuführen. Die Absolventen wechselten dann zur weiteren Ausbildung an sog. Aufklärungsinstitute. Am 22. Januar 1927 wurde die Medresse der damaligen Hauptstadt der Usbekischen Sozialistischen Sowjetrepublik in ein Höheres Pädagogisches Institut umgewandelt. Diese Bildungseinrichtung war eine der ersten höheren Bildungseinrichtungen in Zentralasien. Das Lehrpersonal rekrutierte sich aus regionalen Intellektuellen sowie Lehrern aus dem europäischen Teil der ehemaligen Sowjetunion. 1930 erfolgte die Umbenennung in die Staatliche Pädagogische Akademie Usbekistans. 1933 wurde die Akademie mit dem Medizinischen Institut Samarkand zur Staatlichen Universität Usbekistans vereint. Anlässlich des 500. Geburtstags von Alisher Navoi wurde die Universität im Jahr 1941 zu Ehren des zentralasiatischen Dichters, der in den 1460er Jahren an der Medresse studiert hatte, benannt. Während des Deutsch-Sowjetischen Kriegs wurde die Universität 1941 geschlossen und mit der Ersten Zentralasiatischen Staatsuniversität in Taschkent zusammengelegt. 1944 konnte die Universität wiedereröffnet werden. 1961 erfolgte die Umstrukturierung in die Staatliche Universität Samarkand. 1992 wurde das Pädagogische Institut Samarkand als Fakultät in die Universität eingegliedert und 1994 wurde die Fakultät für Fremdsprachen als Staatliches Institut für Fremdsprachen Samarkand ausgegründet. Seit dem 13. Januar 2022 ist sie durch Präsidentenerlass nach dem usbekischen Politiker, Schriftsteller und Dichter Scharaf Raschidow benannt, der an der Universität studiert hat.

## Fakultäten

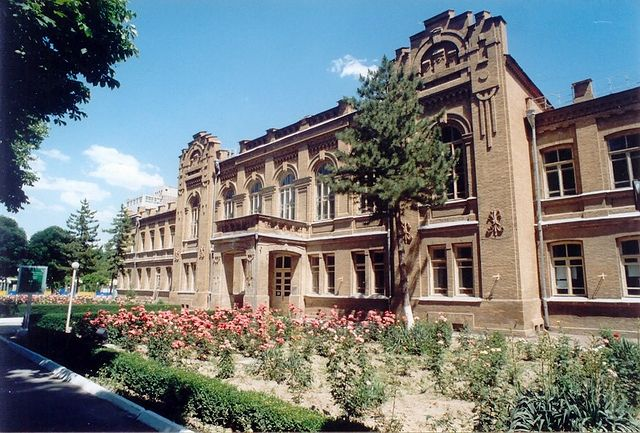
Fakultät für Biologie mit Zoologischem Museum

Zur Universität gehören neben den 12 Fakultäten und drei Abteilungen auch das Institut für Agrarbiotechnologie und Ernährungssicherheit und das Institut für Technische Physik. Außerdem werden Zweigstellen in Kattakurgan und Urgut unterhalten:
- Fakultät Mathematik
- Fakultät Physik
- Fakultät Biologie
- Fakultät Geographie
- Fakultät Geschichte
- Fakultät Psychologie und soziale Beziehungen
- Fakultät Chemie
- Fakultät Digitale Technologien
- Fakultät Agrabiotechnolgie und Lebensmittelsicherheit
- Fakultät Rechtswissenschaften
- Fakultät Philologie
- Fakultät Vorschul- und Grundschulpädagogik
- Abteilung Sport und Kunst
- Abteilung Personalmanagement
- Abteilung internationale Beziehungen

## Lehre und Studium
Derzeit (2023) werden 76 Studiengänge als grundständige Bachelor- und 40 weiterführende Master-Studiengänge angeboten. Außerdem werden Doktoratsstudiengänge in neun verschiedenen Bereichen durchgeführt.

## Liste der Rektoren
- 1944–1951: Muminov Musa Muminovich

- 1972–1985: Akbar Otaxoʻjayev
- 1985–1987: Shavkat Arifjanovich Alimov
- 1987–1992: Mavlon Dzhurakulov
- 1992–1995: Tolib Moʻminov
- 1995–1996: M. Nusharov
- 1996–1999: J. Sattarov.  Kongratbay Avezimbetovich Sharipov
- 1999–2003: Rustam Ibragimovich Khalmuradov
- 2004–2011: Temir Shirinovich Shirinov
- 2011–2015: Ulugbek Nigmatowitsch Taschkenbaev Tashkenbaev
- 2015–2016: Olimjon Rahimovich Xolmuhamedov
- 2016– heute: Rustam Ibragimovich Khalmuradov